# Trinca (périodique)
Pour les articles homonymes, voir Trinca.
Trinca est un bimensuel de bande dessinée espagnol dont les 65 numéros ont été publiés par les éditions Doncel d'octobre 1970 à juillet 1973. Première publication de bande dessinée du pays n'étant pas destinée spécifiquement aux enfants, Trinca publie de la bande dessinée d'auteur : une adaptation du Cid par Antonio Hernandez Palacios, Haxtur de Víctor de la Fuente et Víctor Mora, une adaptation de Don Quichotte par Leopoldo Sánchez (es), etc.